# Saalburg-Jahrbuch
Das Saalburg-Jahrbuch ist eine archäologische Fachzeitschrift mit einem Schwerpunkt in der Provinzialrömischen Archäologie. Zunächst waren die Themen im näheren Forschungsumfeld der Saalburg angesiedelt. Die Bände des Saalburg-Jahrbuches erscheinen in unregelmäßigen Abständen; der erste Band im Jahr 1910. Herausgeber ist das Saalburg-Museum.